# Cody Murphy
Cody Christopher Murphy, född 22 april 1991 i Highwood, Illinois, är en amerikansk ishockeyspelare som spelar för IF Björklöven i Hockeyallsvenskan.